# Barrio del Encino
El Barrio del Encino, también conocido como Barrio de Triana, es uno de los barrios fundacionales de la Ciudad de Aguascalientes, el cual se encuentra al Sureste del Centro Histórico. En este emblemático sitio de Aguascalientes se encuentra el Templo del Señor del Encino, el Jardín del Encino y el Museo José Guadalupe Posada.

## Fundación
El 7 de junio del año de gracia de 1565 (una década antes de la fundación de la Villa de Nuestra Señora de Asunción de las Aguas Calientes) fue otorgada una merced de tierras a don Hernán González en lo que era conocido como el Valle de los Romeros. Debido a lo fértil de la tierra a los alrededores de la villa, hubo una intensa actividad agrícola y cultivo de huertos. Originalmente se le denominó Barrio de Triana en referencia al barrio homónimo sevillano, pero dada la milagrosa aparición del Cristo Negro del Encino (Señor del Encino) pasó a ser conocido como Barrio del Encino.
Se considera que el Barrio de Triana es el más antiguo de Aguascalientes porque ahí se asentaron los primeros vecinos españoles, antes de que existiera la villa como tal, siendo sus principales atractivos, el Templo del Señor del Encino y el jardín, centro de la vida social del barrio.
Diez familias fueron las primeras que se asentaron en el Barrio de Triana, en ese entonces había dos arroyos y cerca manantiales de aguas termales. El número de pobladores, sin embargo, no aumentó considerablemente probablemente por los ataques de pueblos chichimecas o la epidemia de matlazáhuatl. Pero debido al crecimiento de las huertas, la población creció para 1761, por lo que solicitaron la construcción de un templo.

## Templo del Señor del Encino
El cura don Mateo José de Arteaga consiguió el solar para la construcción de la primera capilla, la cual data de 1764 consagrada el 4 de octubre del mismo año al Arcángel San Miguel.  La construcción del actual templo comenzó el 12 de enero de 1773 a cargo del cura don Vicente Antonio Ferrer Alatorre que hace colocar los cimientos. Dicho templo fue dedicado al Señor del Encino el 10 y 11 de marzo de 1796 siendo párroco don Miguel Martínez de los Ríos. En ese año, el 13 de noviembre, comenzó la devoción popular al Cristo Negro del Encino, ya que en esa fecha se adjudica su aparición milagrosa, la cual según un vecino de la ciudad ocurrió cuando cortó el tronco de un encino del cual apareció la imagen de Jesucristo.
La imagen del señor del Encino no es simétrica, posee el brazo izquierdo más largo que el derecho. Gabriel Agraz señala el labriego Claudio Santoyo vio que la rama de un encino en Santa María de los Lagos, tenía forma de cruz, por lo que la cortó, encontrando ahí la imagen de Cristo. Tres años después llevó el crucifijo a bendecir con el párroco. Agraz señala que se trata de la misma imagen, pues el acontecimiento data de 1744, 17 años antes de la veneración del Señor del Encino en Aguascalientes.
Por otro lado, Alejandro Topete del Valle, cronista de Aguascalientes, señala que el 13 de octubre de 1744 apareció la imagen del Señor del Encino en la Hacienda de Bocas de Hortega.
El templo posee características del barroco tardío mexicano, en especial por las pilastras de tipo estípite; aunque como muchas edificaciones religiosas del siglo XVIII también posee elementos neoclásicos, como la torre de tres cuerpos. En la parte interior se pueden apreciar las enormes pinturas del Vía Crucis creadas por Andrés López que datan de 1798. Fue construido en cantera amarilla; posee doce retablos (dos fueron robados) que representan las estaciones del Vía crucis realizados por Andrés López, un discípulo de Miguel Cabrera y Rafael Ximeno y Planes.

## Jardín del Encino o de la Paz
El jardín que rodea el Templo del Señor del Encino fue inaugurado el 16 de septiembre de 1890. Posee un pequeño jardín arbolado con diferentes especies de árboles, palmas y flores. La fuente que decora el centro posee azulejos con dibujos de aves y vegetales.

## Galería

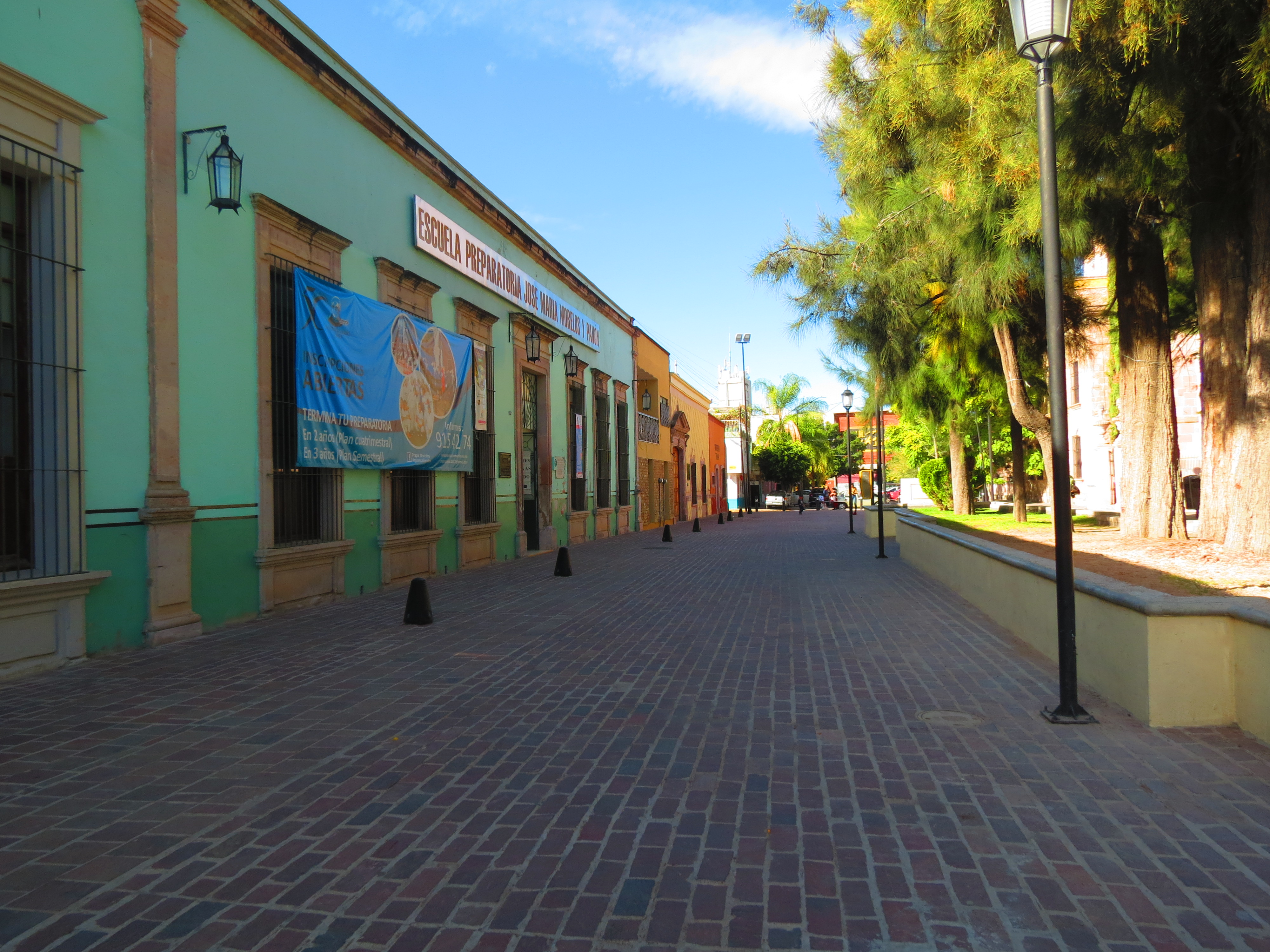
Andadores alrededor de la plaza.
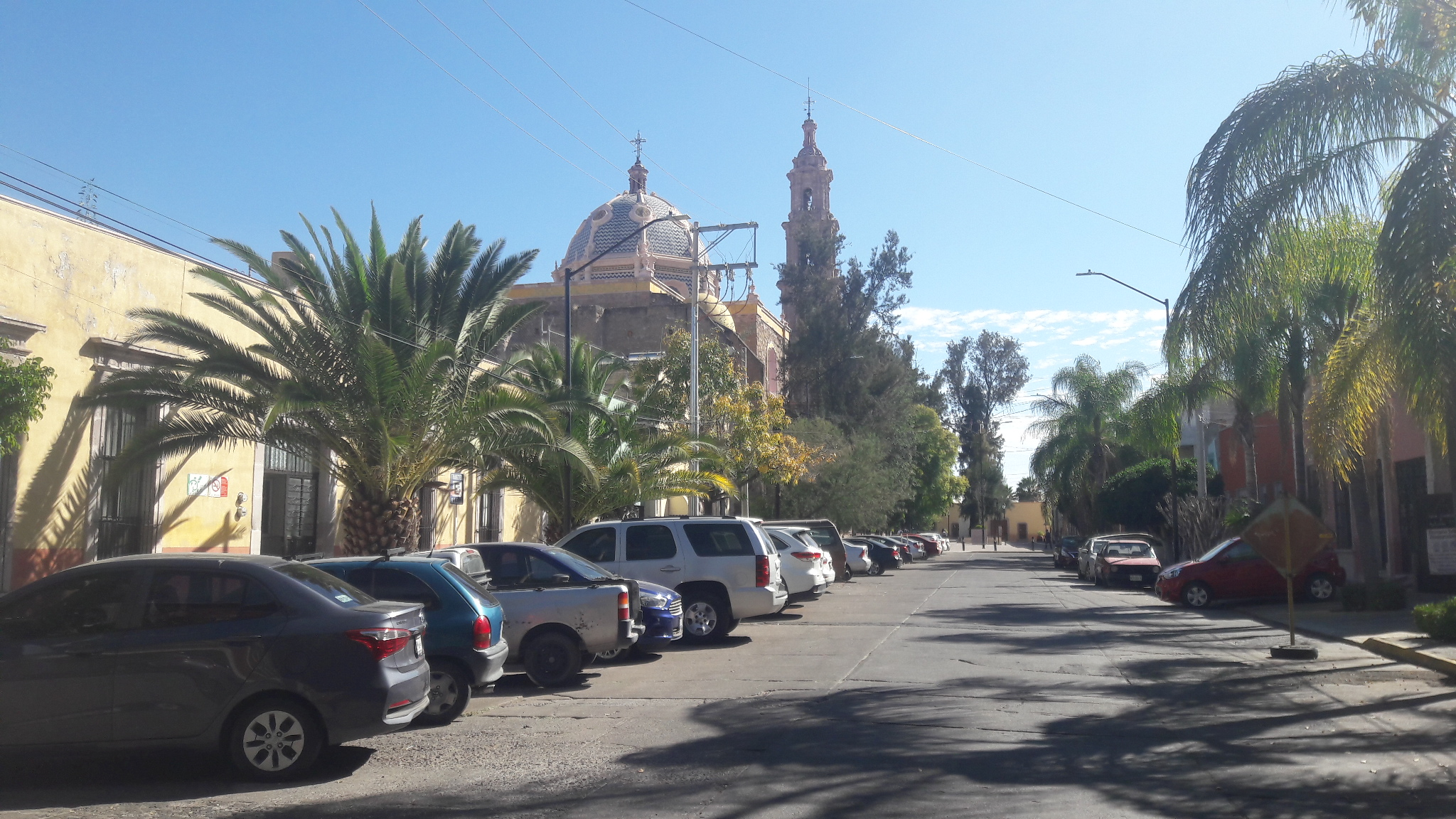
Vista del Barrio del Encino.
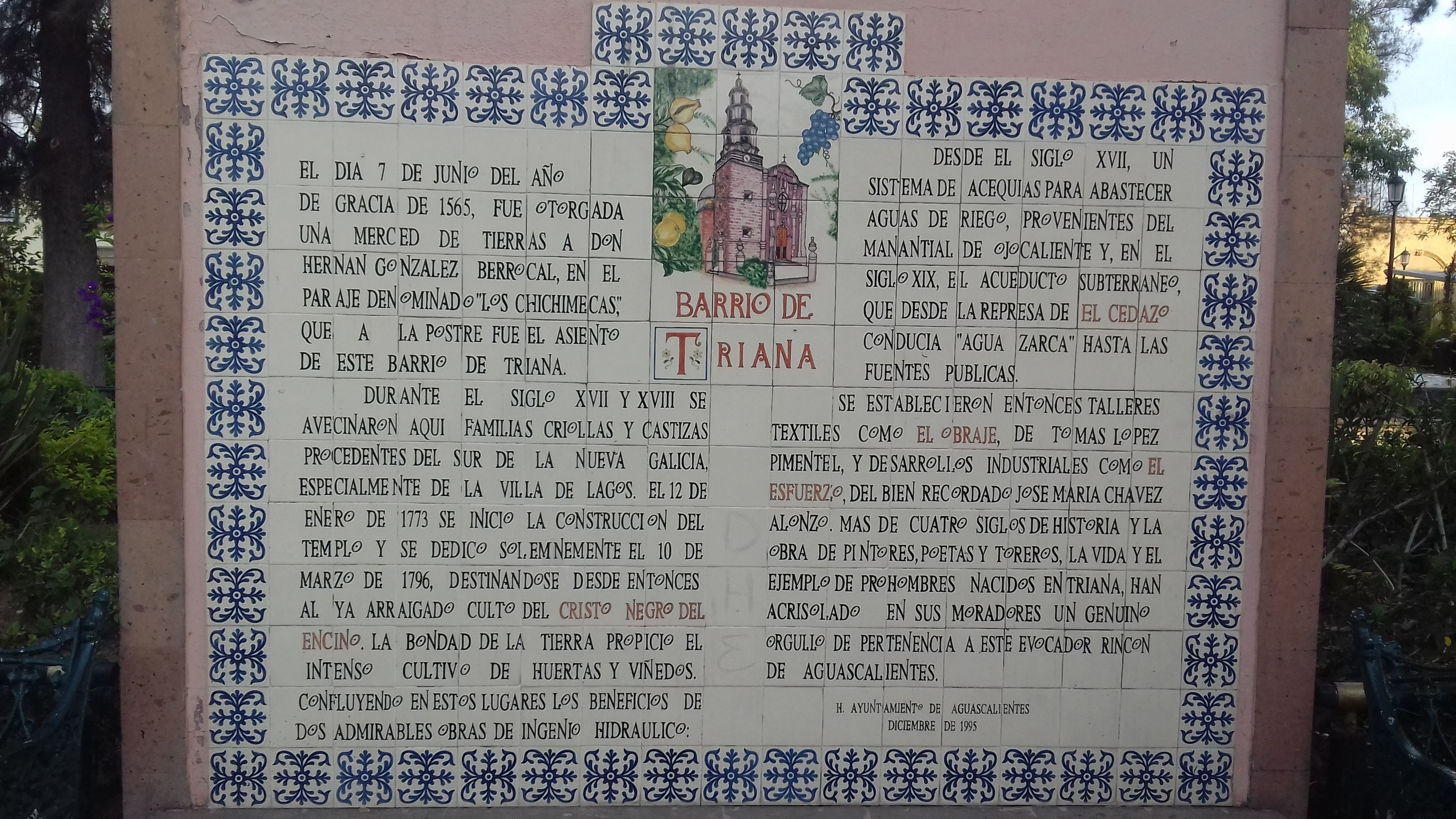
Placa conmemorativa narrando la fundación del barrio.
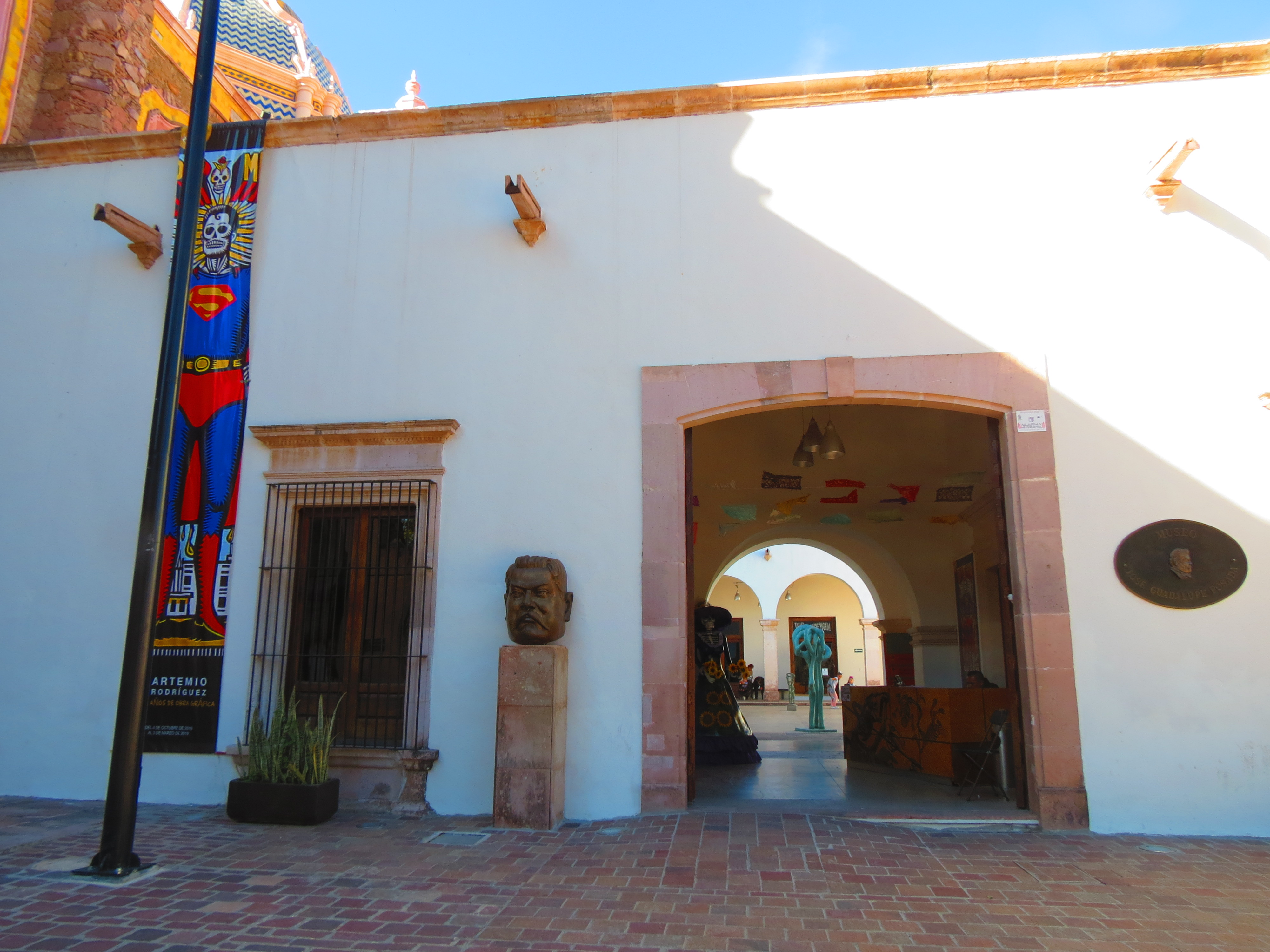
Museo de José Guadalupe Posada, caricaturista y grabador originario del Barrio del Encino.
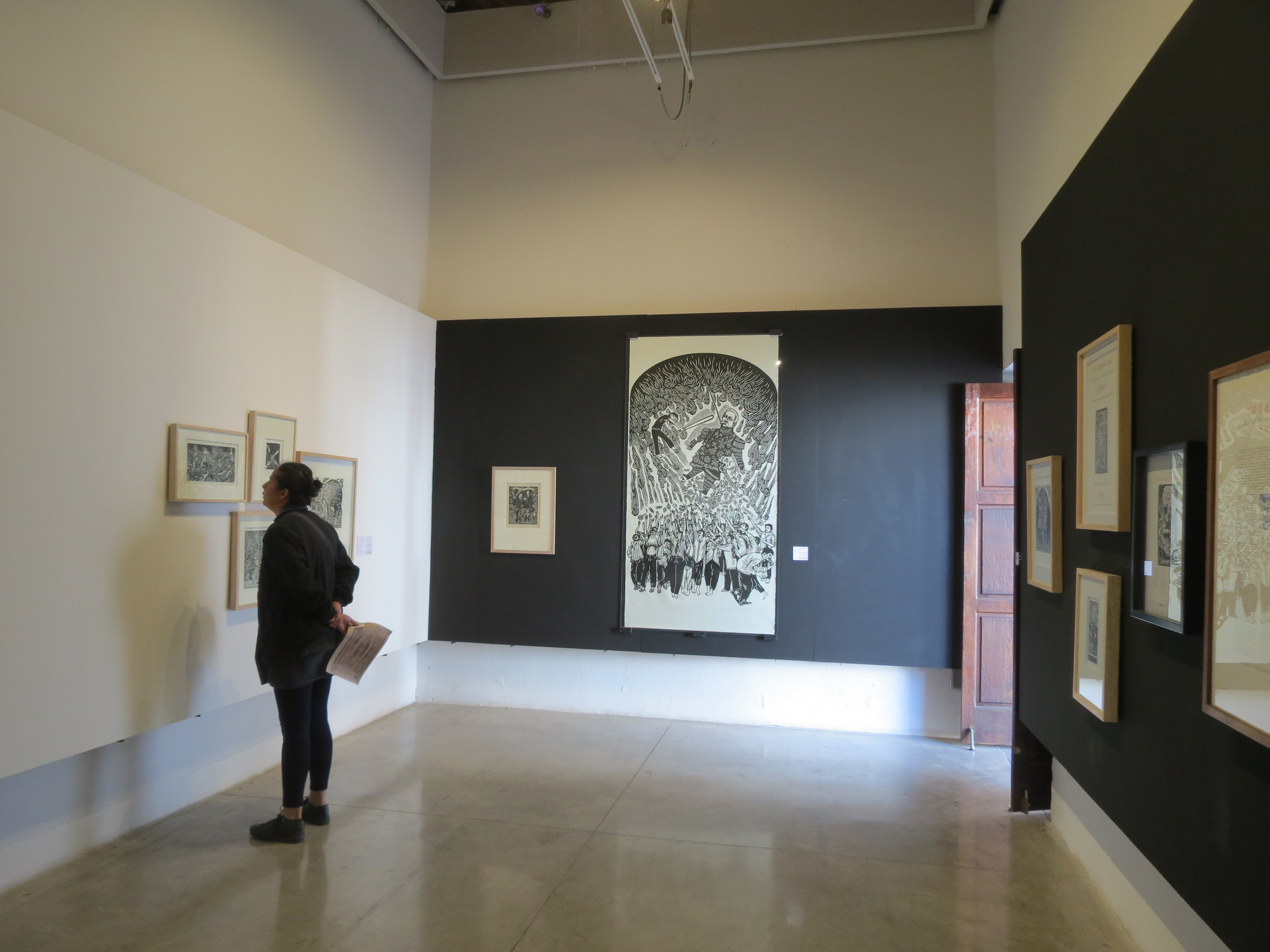
Interior del museo de José Guadalupe Posada.
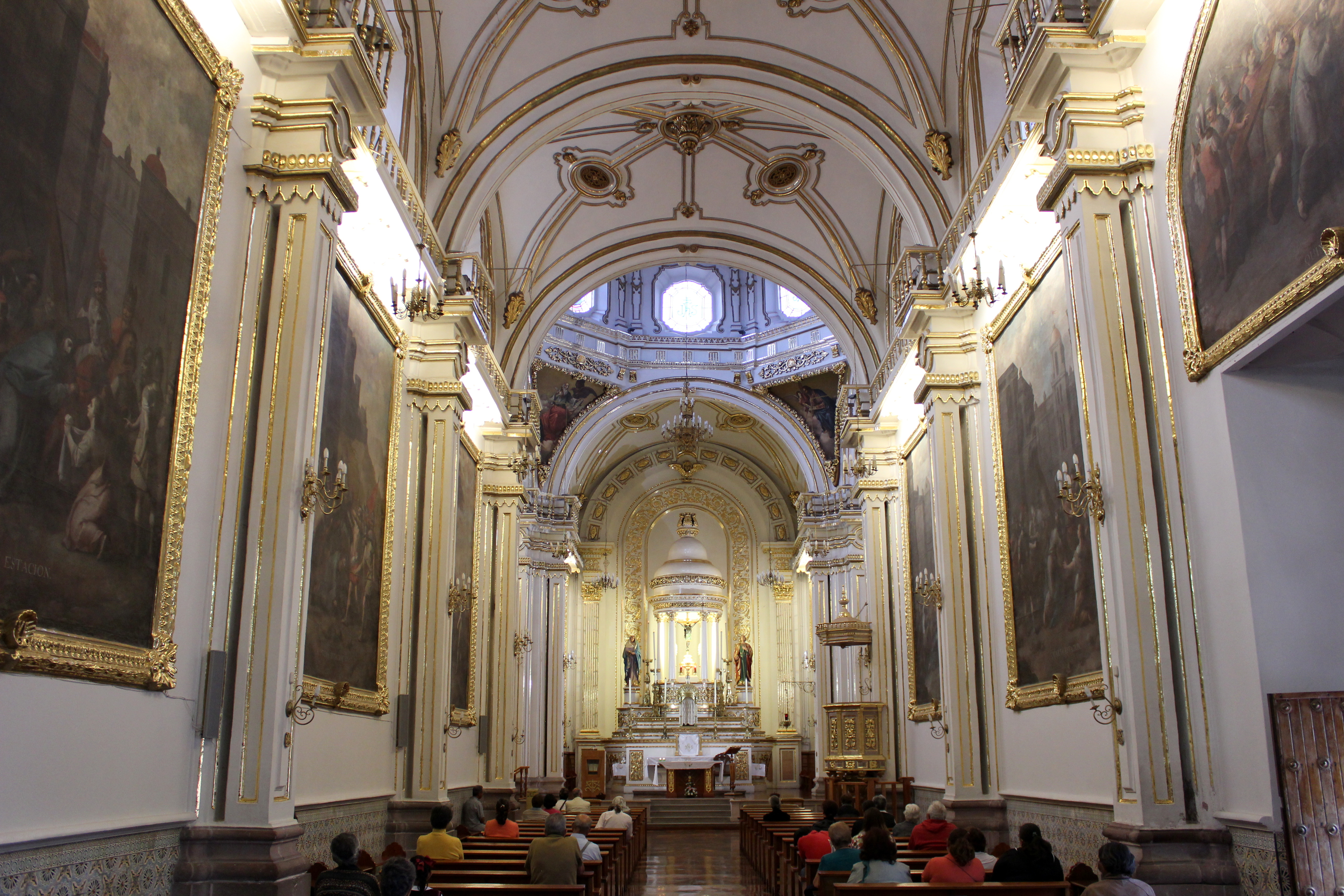
Interior del templo. Al fondo, el Cristo negro o Señor del Encino.